# 霍諾諾-納普普 (夏威夷州)
霍諾諾-納普普（英語：Honaunau-Napoopoo）是位於美國夏威夷州夏威夷縣的一個人口普查指定地區。

## 地理
霍諾諾-納普普的座標為19°27′04″N 155°53′25″W / 19.45111°N 155.89028°W，而該地最高點為海拔高度229米（即750英尺）。

## 人口
根據2010年美國人口普查的數據，霍諾諾-納普普的面積為105.40平方千米，當中陸地面積為98.40平方千米，而水域面積為7.00平方千米。當地共有人口2567人，而人口密度為每平方千米24人。